# Образование в ГДР
Образование в ГДР (Восточная Германия) стояло в приоритете для правительства социалистов и обязательным в течение 10 лет, начиная с шести лет.
Государственные учреждения образования включали ясли, детские сады, политехнические школы, средние школы дополнительного образования, профессиональная подготовка и университеты.

## Ясли

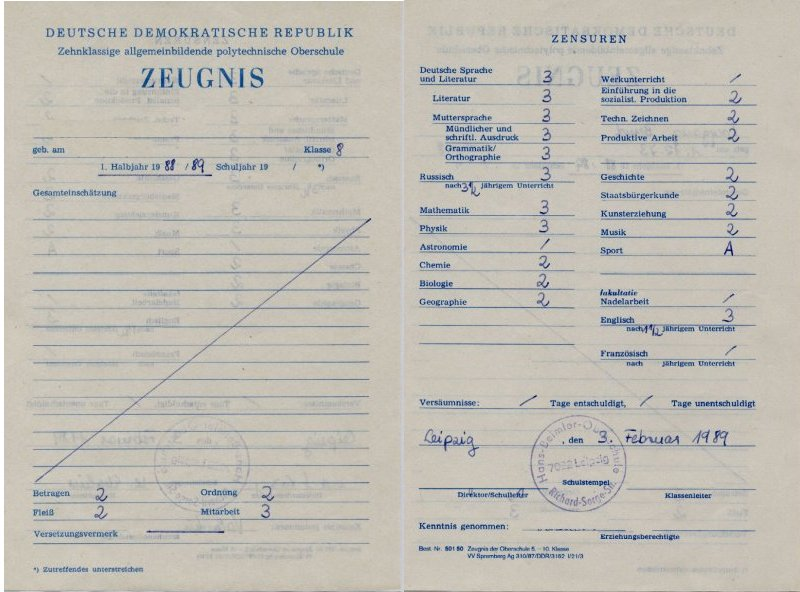
Восточногерманский табель

Большинство восточногерманских родителей (85 %) работали за пределами дома, что привело к значительной потребности в услугах присмотра за детьми по всей стране. Дети до трех лет посещали государственные ясли («Kinderkrippen»), которые часто располагались рядом со зданиями детских садов. На протяжении всей истории Восточной Германии молодые женщины служили или работали волонтерами в детских яслях, чтобы иметь большее влияние на воспитание своих детей.
Во многих детских садах и политехнических школах имелся ряд специалистов не из сферы образования, таких как собственные врачи и дантисты.
Значительное количество яслей было построено и развито в период строительства после Второй мировой войны. Ясли часто располагались в шаговой доступности от жилых домов или на территории фабрик и колхозов.
Детские ясли могли содержать примерно 80 % маленьких восточногерманских детей с показателями до 99 % в нескольких городских центрах. Полный день в яслях стоит 27,50 восточногерманских марок на ребенка в месяц. Большинство яслей были открыты с 6 утра до 6 вечера.

## Детские сады
Восточная Германия провела крупномасштабную реформу образования и ввела плотную сеть высококачественных учебных заведений, особенно детских садов. Уникальной характеристикой восточногерманских детских садов была сильная образовательная база этих учреждений по сравнению с сегодняшними детскими садами в Германии. Дети от трех до шести лет научились взаимодействовать с другими детьми, привыкли к стабильному распорядку дня и познакомились с идеей обучения. Дети оставались вместе в одной группе с одним и тем же воспитателем в течение трех лет. Группы назывались «маленькая группа» («kleine Gruppe») для маленьких детей в возрасте трех лет, «средняя группа» («mittlere Gruppe») для детей в возрасте четырех лет и «большая группа» (große Gruppe) для детей старшего возраста от пяти лет.
Два раза в день проводились уроки дошкольного образования («Beschäftigungen»), в которых должны были участвовать все дети. Эти мероприятия были запланированы воспитателем группы и длились 20 минут в маленькой группе, 25 минут в средней группе. и 30 минут в большой группе. Содержание занятий регулировалось по всей стране единым планом обучения и включало немецкий язык и речь, детскую литературу, математику, приобщение к социалистической жизни (посещение заводов, дорожное образование, культурная жизнь, приобщение к важным профессиям), приобщение к естественным и научные явления (погода, времена года, небо, звезды, скалы и т. д.), музыка, спорт, художественное и конструктивное ремесло и почитание произведений искусства.
Не было обучения чтению, письму или арифметике, но преподавались основные понятия для развития интеллектуальных и моторных навыков. Например, введение в теорию множеств с числами до 10, счет до 20, обращение с количеством, ремесла и упражнения на моторику для подготовки почерка, обращение с карандашами, ножницами, тканями и клеем и другие навыки.
Детей также поощряли принимать активное участие в управлении своими детскими садами. Дети часто подавали друг другу еду и помогали содержать детский сад в чистоте и порядке.
Плата за полный день в детских садах не взималась, и мест было достаточно для 94-99 % восточногерманских детей.

## Политехническая школа

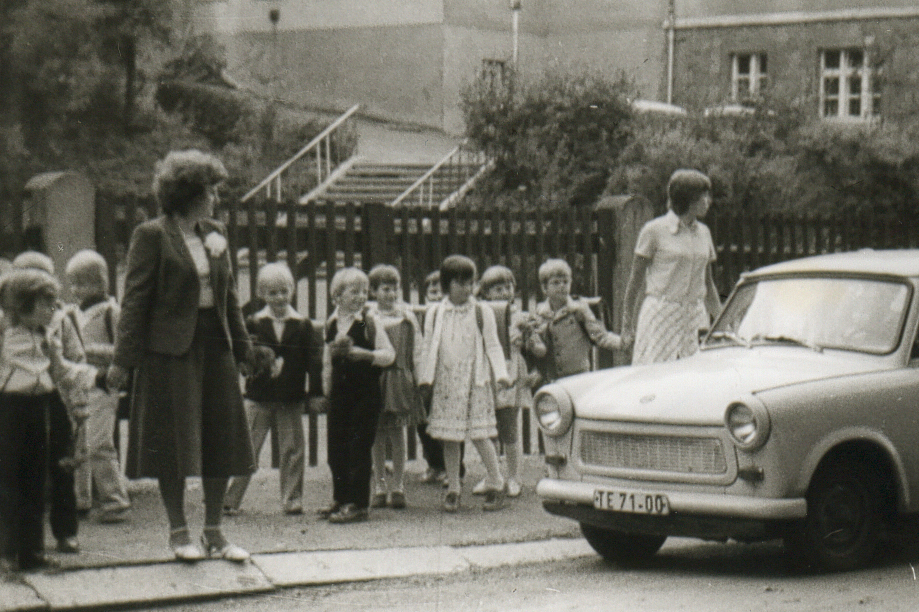
Начало учебного года в ГДР, сентябрь 1980 года

Политехническая средняя школа, аббревиатура POS от «Polytechnische Oberschule», была разработана с 1957 по 1958 год и основана в 1959 году. POS уделяла особое внимание немецкому языку, математике, физике, химии, биологии, астрономии, физической географии, спорту, истории, политическому образованию и, конечно же, теоретической и практической работе, связанной с техникой, включая садоводство, работу по дереву, работу с металлом. Религия не преподавалась в школе, но ее можно было изучать в соответствующей религиозной общине вне школы. Вместо общеобразовательной школы с начальным образованием, за которым следует среднее образование, POS полностью реструктурировала классический образовательный процесс, установив системную учебную программу, которая распространила концепции среднего образования на низшие классы. Например, в математике с первого класса преподавались работа с переменными, математические текстовые задачи с многоуровневым решением, полностью разработанный встроенный курс геометрии, введение в векторы, обработка и решение простых уравнений и т. д. Но, тем не менее, другие предметы, такие как искусство, музыка и т.д, не игнорировались, а подчеркивались как важные для всестороннего, непрерывного общего образования.
Один урок длился 45 минут, и ученики ходили в школу шесть дней в неделю. По субботам было примерно от четырех до пяти уроков. Министерство образования определило таблицу уроков («Stundentafel»), которая отражала идеи учебной программы, называя предметы, которые считались ключевыми для современного общего образования, а также количество еженедельных уроков по каждому отдельному предмету. Таблица уроков разбита на две части: обязательное обучение («obligatorischer Unterricht») и факультативное обучение («fakultativer Unterricht»). Позже был введен третий компонент, факультативное обязательное обучение («wahlweise obligatorischer Unterricht»).
Вместе с введением POS система оценивания в школах также была реорганизована.
Школа начиналась в 7 или 7.30 утра.
POS был разработан как надежная школа полного дня («verläßliche Tagesschule»), что означает, что обязательные уроки проводились утром, а расписание каждого класса было организовано таким образом, чтобы не было свободных часов во время занятий. Занятия должны заканчиваться в одно и то же время каждый день. Поэтому, выделяя достаточные ресурсы на систему образования, Восточная Германия наняла большое количество учителей и воспитателей, поэтому среднее количество учеников в классе сократилось с 26 в 50-х годах до 19 и меньше в 70-х годах, большое количество обязательных уроков были равномерно распределены в течение шести учебных дней в неделю, де-факто не было потери учебного времени из-за болезни учителей или нехватки учителей, обязательное обучение заканчивалось около полудня, а вторая половина дня была свободна для различных дополнительных занятий, таких как факультативное обучение, учебные кружки, проектные кружки, детский спорт и организованный дневной уход за учащимися младших классов.
Началом учебного года было 1 сентября, если этот день не был четвергом, пятницей или субботой, тогда школа начиналась в следующий понедельник. В учебном году всегда было 38 недель занятий, из которых 30 недель покрывались общенациональной единой учебной программой.
С 1951 года изучение русского языка как иностранного было обязательным из-за ведущей роли Советского Союза в Восточном блоке. Также были доступны Английский и Французский, но только в качестве дополнительного факультативного иностранного языка (в университетах требовалось два иностранных языка). Уроки русского были посвящены кириллице, письму, чтению и грамматике русского языка. Целью было не уметь вести содержательный разговор, а уметь пользоваться профессиональной и технической русской литературой. Навыки разговорной речи должны достичь уровня, достаточного для разговора с местным жителем. Возможностей для студенческого обмена было немного. Родители высоко ценили так называемые отметки головы («копфнотен»), которые оценивали поведение, трудолюбие, порядок и сотрудничество. Они были объединены с кратким эссе учителя о характере ученика, успехах или успехах, советах для будущих улучшений — здесь и там с социалистической точки зрения.
Начиная с седьмого курса студенты посещали фабрику, электростанцию или ферму один раз в неделю по 4 часа, в зависимости от их местонахождения. В любом из этих мест студент будет работать вместе с обычными сотрудниками.
Ежегодно проводились чемпионаты по различным предметам, победители которых получали призы. Очень престижными и соревновательными были чемпионаты по русскому языку и математике, а также регулярные чемпионаты по спорту, называемые Спартакиадой (от слова Спартак).

## Профессиональное обучение
Если студент не поступил в EOS, чтобы сдать Abitur (аналогично A-level в Англии), после восьми лет обучения POS, он подавал заявление на профессиональное обучение после окончания 9-го курса (с результатом 9-го курса, который, поэтому, часто был важнее выпускного экзамена). Затем контракт заключался на десятом курсе, так что после десятого курса политехнической школы студент переходил на 2 или 3 летнее (в зависимости от предмета) профессиональное обучение. Профессиональное обучение предлагалось по всем предметам, которые не преподавались в университете, таким как каменная кладка, сельское хозяйство, бухгалтерский учет, воспитатель детского сада, медсестра, механик, электрик, столярное дело, мясное дело и т. д.
Профессиональное обучение было разделено на практическую работу и теоретическое обучение, которое было сосредоточено как на изучаемом предмете карьеры, так и заканчивалось сертификатом и формальным званием.
В последней части ученичества студент был интегрирован в команду, где он будет работать после ученичества. Профессиональное обучение могло проходить в родном городе студентов, но часто проходило в другом городе. Студенты жили там в интернате (интернате). В большинстве случаев это был первый раз в жизни молодых людей, которые жили «независимо» от родительского дома в течение одного-двух лет. Студентам разрешили посещать дома в выходные дни.
После завершения ученичества рабочий / фермер имел право пройти дополнительную подготовку для супервайзера (Meister) или технологической школы (Ingenieurschule). Чтобы поступить в университет, необходимо было получить аттестат зрелости.
Крупные компании часто обучали больше учеников, чем могли принять. Потому что после ученичества люди шли на национальную службу, переезжали в города, поступали в университеты, меняли работу, чтобы работать ближе к дому и т. д. Следовательно, в компаниях были все возрастные уровни от 16-летних до пожилых людей, которые затем обучали младших до выхода на пенсию.

## Университеты
Поступление в восточногерманские университеты было очень ограничено. Чтобы получить университетское образование в Восточной Германии, нужно было поступить в Еrweiterte Oberschule. Доступ в эти школы был ограничен 2-3 лучшими учениками на класс POS. Поступление в EOS было после 8 класса в течение 4 лет. В 18 лет каждый юноша либо закончил EOS, либо прошел профессиональное обучение. Особой формой было профессиональное обучение с абитуриентом, которое длилось 3 года после выхода из POS.
Университеты Восточной Германии были очень тесно связаны как со школами, так и с промышленностью. Вузы отбирали своих студентов из числа абитуриентов. Поскольку школьная система была централизованной, все школьные аттестаты были сопоставимы. Никаких вступительных экзаменов в университет не требовалось.
В основном ориентированные на техническое образование, эти университеты высоко ценились во всем мире как очень высокие стандарты.
В основном было два способа поступить в университет: либо через EOS, либо через ученичество плюс аттестат зрелости. Для тех, кто нашел свое призвание позже в жизни, были Volkshochschulen (Народные колледжи) для вечерних занятий и специальный курс подготовки к университету в школе-интернате продолжительностью 1 год в ABF (Arbeiter- und Bauern Fakultaet; Колледж рабочих и фермеров). В то время как каждый мог посетить VHS, доступ к ABF был ограничен рабочими и фермерами со стажем работы не менее 5 лет. Обычно это организовывал отдел кадров компании, в которой они работали.
Воинская служба составляла 18 месяцев для мужчин в возрасте от 18 до 26 лет. Часто будущих студентов запугивали, заставляя прослужить 3 года в качестве унтер-офицера, чтобы раньше поступить в университет.
На популярные предметы, такие как информационные технологии, или престижные предметы, такие как юриспруденция или медицина, желающих поступить в университет было больше, чем мест. Далее учитывались несколько критериев — школьный экзамен, срок службы в армии, патриотизм, мировоззрение, религиозная принадлежность (лучше — атеистическая, хуже — религиозная), членство в коммунистической партии и т. д. В середине 80-х произошло одно важное изменение: тем, кто хотел изучать информатику, воинская служба могла быть сокращена вдвое до 9 месяцев.